# 邪惡六人組
邪惡六人組（英語：Sinister Six），是為了對抗蜘蛛人的一個臨時組織，本來最初由八爪博士集合禿鷹、電光人、獵人克萊文、神秘法師、沙人組成，後期甚至發展到對抗其他漫威英雄，更擴編至七人或十二人的組織。

## 其他媒體

### 電視
- 《蜘蛛人》
- 《神奇蜘蛛人》
- 《終極蜘蛛人》

### 電影
- 《蜘蛛人驚奇再起2：電光之戰》（2014年）：片尾預告續集出現新敵人將組合邪惡六人組，另外索尼表示將可能推出邪惡六人組及猛毒的外傳電影。[2][3]但隨著該系列電影再次重啟之後，相關電影計劃都已經停擺。

### 遊戲
- 《樂高漫威超級英雄》：由原來的邪惡六人組組成，包括八爪博士、神秘法師、電光人、沙人、禿鷹及獵人克萊文。
- 《MARVEL未來之戰》：邪惡六人組由神秘法師、禿鷹、犀牛人、獵人克萊文、沙人及蜥蜴人組成。
- 《蜘蛛俠》：邪惡六人組由八爪博士、電光人、禿鷹、犀牛人、蠍子人、負極先生組成。目的是為了向他的前商業夥伴、奧氏企業總裁兼紐約市市長諾曼·奧斯朋復仇。
- 《MARVEL未來革命》：神秘法師製造出邪惡六人組的幻象，除了神秘法師外，還出現了綠惡魔、八爪博士、電光人、蜥蜴人、犀牛人。